# 環刺棘海膽
環刺棘海膽是海膽的一種，其硬殼直徑長約5厘米。牠有兩組棘刺，較短及閉合的棘刺較為深色，會造成刺痛的感覺；較長而打開的棘刺則有環帶。
環刺棘海膽分佈在印度太平洋海域。牠們是夜間活動的，喜歡藏在裂縫或石間。天竺鯛科的魚苗喜歡藏身在環刺棘海膽的棘刺間。
環刺棘海膽與冠刺棘海膽的分別是冠刺棘海膽的棘刺沒有環帶，且是有一層及較深色的棘刺。藍環冠海膽的外觀與環刺棘海膽較為相似，不同的是藍環冠海膽的所有棘刺是閉合的。